# Blåbärgrundet
Blåbärgrundet is een eiland in de monding van de Zweedse Kalixrivier. Het heeft geen oeververbinding, maar er staan wel een aantal gebouwen op het eiland. Het heeft een oppervlakte van ongeveer 1,75 hectare.